# Hiperpigmentació
La hiperpigmentació és l'enfosquiment d'una zona de la pell o les ungles causat per l'augment de la melanina.

## Causes
La hiperpigmentació pot ser causada per danys solars, inflamacions o altres lesions a la pell, incloses les relacionades amb l'acne vulgar.:854  Les persones amb tons de pell més foscos són més propenses a la hiperpigmentació, especialment amb l'excés d'exposició al sol.
Moltes formes d'hiperpigmentació són causades per una producció excessiva de melanina. La hiperpigmentació pot ser difusa o focal, afectant zones com la cara i el dors de les mans. La melanina és produïda pels melanòcits a la capa inferior de l'epidermis. La melanina és una classe de pigments responsables de produir color al cos en llocs com els ulls, la pell, el pèl i el cabell. El procés de síntesi de melanina (melanogènesi) comença amb l'oxidació de l-tirosina a levodopa per l'enzim tirosina hidroxilasa, després a l-dopaquinona i dopacrom, que forma melanina.
A mesura que el cos envelleix, la distribució dels melanòcits es fa menys difusa i la seva regulació menys controlada pel cos. La llum UV estimula l'activitat dels melanòcits, i quan la concentració de les cèl·lules és més gran, es produeix una hiperpigmentació. Una altra forma d'hiperpigmentació és la hiperpigmentació postinflamatòria. Són taques fosques i descolorides que apareixen a la pell després de l'acne que s'ha curat.

## Malalties i trastorns
La hiperpigmentació s'associa amb una sèrie de malalties o afeccions, com ara les següents:
- La malaltia d'Addison i altres fonts d'insuficiència suprarenal, en què les hormones que estimulen la síntesi de melanina, com l'hormona estimulant dels melanòcits (MSH), s'eleven amb freqüència.
- La malaltia de Cushing o una altra producció excessiva d'hormona adenocorticotròpica (ACTH), perquè la producció de MSH és un subproducte de la síntesi d'ACTH a partir de la proopiomelanocortina (POMC).
- Acantosi nigricans: hiperpigmentació de zones intertriginoses associades a resistència a la insulina.
- El melasma, també conegut com a "cloasma" o la "màscara de l'embaràs", quan es presenta en dones embarassades.— És un problema comú de la pell que provoca una hiperpigmentació irregular de color fosc.[7]
- Marques post-acne per hiperpigmentació postinflamatòria.
- Línia negra: una línia hiperpigmentada que es troba a l'abdomen durant l'embaràs.
- Síndrome de Peutz-Jeghers: un trastorn autosòmic dominant caracteritzat per màcules hiperpigmentades als llavis i la mucosa oral i pòlips gastrointestinals.
- Exposició a determinades substàncies químiques com l'àcid salicílic, la bleomicina i el cisplatí.
- Melanosi del fumador
- Malaltia celíaca
- Porfíria
- Dermatofitosi o tinya
- Hemocromatosi: un trastorn genètic comú però debilitant caracteritzat per l'acumulació crònica de ferro al cos.
- Intoxicació per mercuri: en particular casos d'exposició cutània com a resultat de l'aplicació tòpica d'ungüents mercurials o cremes per blanquejar la pell.
- Dèficit d'aromatasa
- Síndrome de Nelson
- Malaltia de Graves-Basedow
- Com a conseqüència de la tinya inguinal.
- A causa d'una deficiència de B₁₂.[8]
- Dermatitis atòpica com a resultat d'una inflamació.[9]

La hiperpigmentació de vegades pot ser induïda per procediments dermatològics làser.